# Niues fodboldlandshold
Niues fodboldlandshold repræsenterer Niue i fodboldturneringer og kontrolleres af Niues fodboldforbund.